# Badicul Moldovenesc, Cahul
Badicul Moldovenesc este o localitate-sediu de comună în raionul Cahul în Republica Moldova.

## Demografie
Structură etnică
     moldoveni (94,69%)
     ucraineni (0,74%)
     ruși (0,81%)
     găgăuzi (0,07%)
     bulgari (0,66%)
     români (2,95%)
     evrei (0%)
     polonezi (0%)
     țigani (0%)
     alte etnii / nedeclarată (0,08%)
Conform datelor recensământului din 2004, populația localității este de 1.355 locuitori, dintre care 673 (49,67%) bărbați și 682 (50,33%) femei. Structura etnică a populației în cadrul localității arată astfel:
- moldoveni — 1.283;
- ucraineni — 10;
- ruși — 11;
- găgăuzi — 1;
- bulgari — 9;
- români — 40;
- altele / nedeclarată — 1.

## Administrație și politică
Componența Consiliului local Badicul Moldovenesc (9 consilieri), ales la 5 noiembrie 2023, este următoarea:
|  | Partid                                        | Consilieri | Componență | Componență | Componență | Componență |
|  | --------------------------------------------- | ---------- | ---------- | ---------- | ---------- | ---------- |
|  | Partidul Democrat Modern din Moldova          | 4          |            |            |            |            |
|  | Partidul Acțiune și Solidaritate              | 3          |            |            |            |            |
|  | Partidul Dezvoltării și Consolidării Moldovei | 1          |            |            |            |            |
|  | Partidul Liberal Democrat din Moldova         | 1          |            |            |            |            |